# Don't Look Back (album, Celeste Buckingham)
Don't Look Back je debutové hudební album slovenské zpěvačky Celeste Buckingham obsahující deset hudebních skladeb, z toho dvě skladby jsou dueta. Skladba Gole Goldun je íránská píseň. Album vzniklo v produkci bratislavského nahrávacího studia Littlebeat pod vedením Martina Šrámka a Andreje Hrušky. Vydáno bylo 20. dubna 2012

## Seznam skladeb
- 1. Nobody Knows
- 2. Bleeding
- 3. Don't Look Back
- 4. Run, Run, Run
- 5. Blue Guitar
- 6. Mám ťa málo (ft. Martin Harich)
- 7. Hello Stranger
- 8. Stupid Love Games
- 9. Heart (ft. Noah Ellenwood)
- 10. Gole Goldum